# جورونا
جورونا (به پرتغالی: Juruena) یک منطقهٔ مسکونی در برزیل است که در ماتو گروسو واقع شده‌است. جورونا ۱۶٬۳۳۵ نفر جمعیت دارد.